# Горан Јагар
Горан Јагар (Вировитица, СФРЈ, 10. јун 1984) је репрезентативац Србије у веслању. 

## Каријера
Веслањем је почео да се бави почетком 1999. године, као кадет ВК Галеб из Земуна. Тренери су препознали његов таленат за веслање и од тог периода почеле су интензивне припреме за такмичења. Наредне 2000. године на првенству Републике Србије у Тителу осваја прву златну медаљу у дисциплини скиф. Од тог периода па надаље теку припреме за Светско јуниорско првенство које је одржано 2002. године у Литванији, а на којем је Горан са својим партнерима у дисциплини двојац са кормиларом Пауновић Владимиром и Ђорђем Илићем освојио сребну медаљу.
У ВК Галеб остаје све до 2005. године, освајајући бројне медаље на домаћим, интернационалним регатама и Светском првенству одржаном у Амстердаму исте године. Крајем 2005. године прелази у ВК Партизан.

### 2002.
- Сребрна медаља у двојцу са кормиларом (са Владимиром Пауновићем и корм. Ђорђем Илићем) на Светском првенству за јуниоре у Тракаи, Литванија

### 2003.
- Пето место у четверцу без кормилара (са Милошем Чудићем, Бојаном Мандарићем и Душаном Николићем) на Светској регати за веслаче до 23 године у Београду, Србија

### 2004.
- Четврто место у двојцу без кормилара (са Ненадом Узуновићем) на Светској регати за сениоре до 23 године у у Познању, Пољска

### 2005.
- Златна медаља у четверцу без кормилара (са Јованом Поповићем, Гораном Тодоровићем и Чедомиром Никитовићем) на Светском првенству за сениоре до 23 године у Амстердаму, Холандија

### 2006.
- Златна медаља у двојцу без кормилара (са Николом Стојићем) на првом Светском купу у Минхену, Немачка
- Сребрна медаља у двојцу без кормилара (са Николом Стојићем) на другом Светском купу у Познању, Пољска

### 2007.
- Златна медаља у двојцу без кормилара (са Николом Стојићем) на Европском првенству у Познању, Пољска
- Сребрна медаља у четверцу са кормиларом (са Николом Стојићем, Јованом Поповићем, Марком Марјановићем и корм. Сашом Мимићем) на Светском првенству у Минхену, Немачка
- Шесто место у двојцу без кормилара (са Николом Стојићем) на Светском првенству у Минхену, Немачка
- Шесто место у двојцу без кормилара (са Николом Стојићем) на трећем Светском купу у Луцерну, Швајцарска

### 2008.
- Сребрна медаља у двојцу без кормилара (са Николом Стојићем) на Европском првенству у Атини, Грчка
- Hа Олимпијским играма у Пекингу освојио је са Николом Стојићем у дисциплини двојац без кормилара 1. место у финалу Б.

### 2009.
- Сребрна медаља у двојцу без кормилара (са Николом Стојићем) на Европском првенству у Бресту, Белорусија
- Шесто место у двојцу без кормилара (са Николом Стојићем) на другом Светском купу у Минхену, Немачка
- Четврто место у двојцу без кормилара (са Николом Стојићем) на првом Светском купу у Бањолесу, Шпанија.

### 2010.
- Шесто место у четверцу без кормилара (са Радојем Ђерићем, Миљаном Вуковићем и Милошем Васићем) на Европском првенству у Монтемору о Вељу, Португал
- Сребрна медаља у четверцу без кормилара (са Радојем Ђерићем, Миљаном Вуковићем и Милошем Васићем) на И Светском купа на Бледу, Словенија